# Hemitriccus zosterops
Hemitriccus zosterops là một loài chim trong họ Tyrannidae.